# فيليبي أجيلار
فيليبي أجيلار (بالإسبانية: Felipe Aguilar Mendoza)‏ (20 يناير 1993 في كولومبيا - ) هو لاعب كرة قدم كولومبي في مركز الدفاع، شارك في الألعاب الأولمبية الصيفية 2016. وشارك مع منتخب كولومبيا تحت 20 سنة لكرة القدم ومنتخب كولومبيا لكرة القدم. أما مع النوادي، فقد لعب مع أتلتيكو ناسيونال وأليانزا بتروليرا.

## وصلات خارجية
- فيليبي أجيلار على موقع الاتحاد الدولي (مؤرشف)  (الإنجليزية)
- فيليبي أجيلار على موقع قاعدة بيانات كرة القدم.إي يو (الإنجليزية)
- فيليبي أجيلار على موقع ناشيونال فوتبول تيمز (الإنجليزية)
- فيليبي أجيلار على موقع Soccerway.com (الإنجليزية)
- فيليبي أجيلار على موقع أوليمبيديا (الإنجليزية)
- فيليبي أجيلار على موقع AS.com (الإسبانية)